# تاکویا یاسوی
تاکویا یاسوی (انگلیسی: Takuya Yasui؛ زادهٔ ۲۱ نوامبر ۱۹۹۸) بازیکن فوتبال اهل ژاپن است.
از باشگاه‌هایی که در آن بازی کرده‌است می‌توان به باشگاه فوتبال ویسل کوبه اشاره کرد.